# Vorwerk (pollo)
Vorwerk è una razza tedesca leggera di pollo, che prende il nome dal suo creatore, Oskar Vorwerk, che l'ha selezionato all'inizio del ventesimo secolo. Come razza leggera, la sua attitudine è principalmente la produzione di uova, ma la particolarità della razza consiste nel piumaggio: questo pollo è caratterizzato da un mantello fulvo/baio con mantellina e coda nere, piumaggio definito "a contrasto", presente esclusivamente in questa razza, il che la rende unica al mondo.

## Origini
All'inizio del 900 l'allevatore Oskar Vorwerk si decise a creare una razza utilitaria che fosse anche attraente, grazie all'insolito piumaggio a contrasto bicolore. Per raggiungere l'obiettivo Vorwerk mise gli occhi sulla Lakenvelder, razza resa unica grazie al piumaggio a contrasto, che venne utilizzata nel processo di selezione della nuova razza insieme all'Andalusa, all'Orpington fulva, alla Ramelsloher fulva e alla Sottengehehn. L'obiettivo dell'allevatore era quello di sostituire il bianco argento della Lakenvelder con un bel color baio caldo: in questo modo i polli creati non si sarebbero sporcati facilmente. Nel 1912 l'intento venne raggiunto, e dalle campagne di Hannover e Berlino in cui viveva Vorwerk, la razza presto si diffuse anche in Sassonia, Turingia e Slesia. Nel 1919 la Germania riconobbe la razza, ma un triste destino l'attendeva: dopo la Seconda guerra mondiale la razza si estinse quasi del tutto, come accadde per tantissimi altri avicoli, ed ebbe modo di risorgere in seguito con l'aiuto di pochi esemplari superstiti.
La Vorwerk conquistò le simpatie di moltissimi allevatori europei, grazie al suo piumaggio unico. Questi polli raggiunsero anche gli USA, dove vengono chiamati erroneamente Golden Lakenvelder (Lakenvelder Dorata), per la somiglianza con la razza nordeuropea, ma l'American Poultry Association non ha mai riconosciuto la razza tedesca; paradossalmente, ha riconosciuto la versione Bantam della Vorwerk, creata da un allevatore statunitense che curiosamente si chiamava Vorwerk (e forse per questo si interessò al pollo), parallelamente agli allevatori tedeschi che crearono la loro miniatura della razza.

## Caratteristiche morfologiche

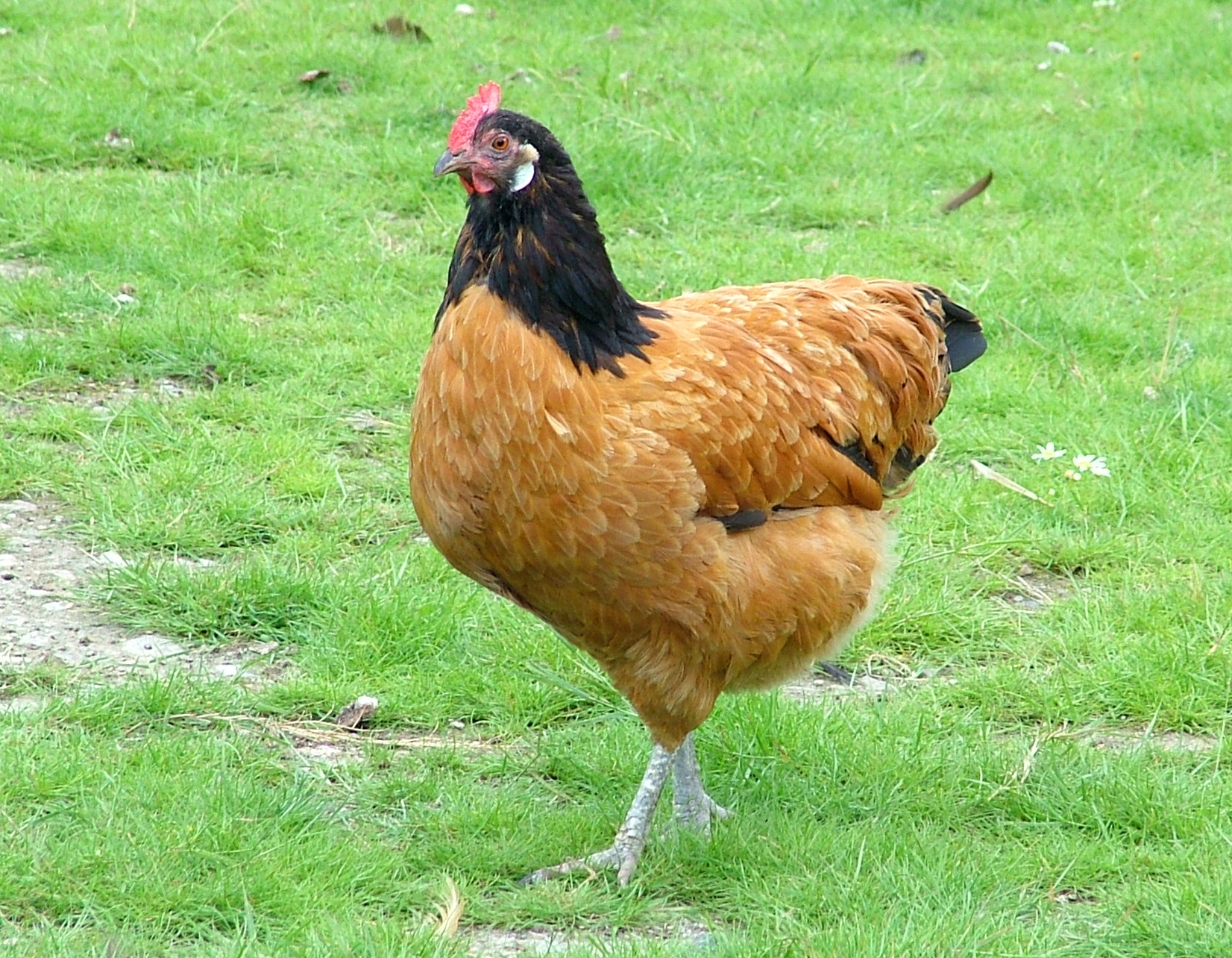
Gallina Vorwerk.

Apparentemente la Vorwerk sembra semplicemente una Lakenvelder con il colore di fondo cambiato. In realtà presenta una struttura ben diversa, e le differenze non sono poche. Pur appartenendo alla categoria dei polli di campagna (ovvero razze leggere, slanciate, con piumaggio vistoso, creste abbondanti e attitudine alla produzione di uova), la Vorwerk ha una costituzione più piena e pesante, ha una stazione più bassa e la coda è meno lunga e vistosa. Grazie a questo portamento la Vorwerk appare più lunga e bassa della Lakenvelder. 
- Testa: mediamente grossa e larga.
- Cresta: semplice, di media grandezza, a cinque punte, portata diritta in entrambi i sessi; la sua attaccatura è spostata molto anteriormente sul becco.
- Becco: mediamente grosso e di colore grigio bluastro.
- Occhi: rotondi e di colore arancio.
- Orecchioni: bianchi, tondeggianti e piuttosto piccoli.
- Bargigli: rossi, rotondi e di media grandezza.
- Collo: di media lunghezza, dotato di una mantellina abbondante.
- Addome: largo, pieno, arrotondato e profondo.
- Dorso: relativamente lungo, piuttosto orizzontale ma pendente verso la coda. Dotato di un piumaggio abbondante sul groppone.
- Ali: forti e ben aderenti al corpo.
- Coda: ben sviluppata, portata quasi orizzontalmente, con falciformi nel gallo larghe e corte.
- Zampe: di media lunghezza, forti e di colore ardesia.
- Peso: 3,000 kg nel gallo e 2,500 kg nella gallina.
- Pelle: gialla.

## Colorazioni
La razza è presente in una sola varietà cromatica definita Rosso Nera Vorwerk, e presente solo in questa razza. Il colore di fondo in entrambi i sessi è tra il giallo/fulvo intenso e il baio rossastro. La mantellina è nera intensa così come la coda. Le remiganti hanno le barbe esterne dorate, mentre quelle interne nere. L'unica altra razza al mondo a presentare un simile piumaggio a contrasto è la Lakenvelder, nella quale il colore di base è bianco argenteo.

## Qualità
I polli Vorwerk sono animali molto rustici che si adattano agli ambienti più disparati, sia in recinti chiusi (ma sempre di dimensioni considerevoli) che lasciati liberi in spazi aperti. Sono uccelli molto vivaci e attivi, ma al tempo stesso meno diffidenti e timidi delle altre razze di campagna, per cui possono essere addomesticati con maggiore facilità. La produzione delle uova è molto buona, perfino in inverno, ed il guscio dell'uovo è bianco crema. I pulcini crescono abbastanza rapidamente. Il colore tipico della Vorwerk appare solo dopo la terza muta.